# Copa del Món de Futbol de 1966 - Grup 2
El Grup 2 de la Copa del Món de Futbol 1966, disputada a Anglaterra, estava compost per quatre equips, que s'enfrontaren entre ells amb un total de 6 partits. Els dos millors classificats passaren a jugar la segona fase, els quarts de final.

## Integrants
El grup 2 està integrat per les seleccions següents:
| Alemanya Occidental | Argentina | Espanya | Suïssa |
| ------------------- | --------- | ------- | ------ |

## Classificació
| Pos | Equip               | PJ | PG | PE | PP | GF | GC | GR    | Pts | Classificació           |
| --- | ------------------- | -- | -- | -- | -- | -- | -- | ----- | --- | ----------------------- |
| 1   | Alemanya Occidental | 3  | 2  | 1  | 0  | 7  | 1  | 7,000 | 5   | Avança a la segona fase |
| 2   | Argentina           | 3  | 2  | 1  | 0  | 4  | 1  | 4,000 | 5   | Avança a la segona fase |
| 3   | Espanya             | 3  | 1  | 0  | 2  | 4  | 5  | 0,800 | 2   |                         |
| 4   | Suïssa              | 3  | 0  | 0  | 3  | 1  | 9  | 0,111 | 0   |                         |

## Partits

### Alemanya Occidental vs Suïssa
| Alemanya Occidental                                      | 5–0     | Suïssa |
| -------------------------------------------------------- | ------- | ------ |
| Held 16' · Haller 21', 77' (pen.) · Beckenbauer 40', 52' | Informe |        |

### Argentina vs Espanya
| Argentina       | 2–1     | Espanya   |
| --------------- | ------- | --------- |
| Artime 65', 77' | Informe | Pirri 67' |

### Espanya vs Suïssa
| Espanya                   | 2–1     | Suïssa      |
| ------------------------- | ------- | ----------- |
| Sanchís 57' · Amancio 75' | Informe | Quentin 31' |

### Argentina vs Alemanya Occidental
| Argentina | 0–0     | Alemanya Occidental |
| --------- | ------- | ------------------- |
|           | Informe |                     |

### Argentina vs Suïssa
| Argentina              | 2–0     | Suïssa |
| ---------------------- | ------- | ------ |
| Artime 52' · Onega 79' | Informe |        |

### Alemanya Occidental vs Espanya
| Alemanya Occidental       | 2–1     | Espanya   |
| ------------------------- | ------- | --------- |
| Emmerich 39' · Seeler 84' | Informe | Fusté 23' |